# Tange
Tange är en köping i nordvästra Kina. Den ligger i Wushan härad i staden Tianshui i provinsen Gansu, omkring 180 kilometer sydost om provinshuvudstaden Lanzhou. Antalet invånare är 37 074. Befolkningen består av 18 040 kvinnor och 19 034 män. Barn under 15 år utgör 24,0 %, vuxna 15-64 år 68 %, och äldre över 65 år 7,0 %.